# Chân dung tự họa (Van Gogh, 1889)
Chân dung tự họa là một bức tranh sơn dầu năm 1889 vẽ bởi họa sĩ Hậu ấn tượng người Hà Lan Vincent van Gogh. Bức tranh, có thể là bức chân dung tự họa cuối cùng của Van Gogh, được vẽ vào tháng 9 năm đó, ngay trước khi ông rời Saint-Rémy-de-Provence ở miền nam nước Pháp.
Bức tranh được trưng bày tại Bảo tàng Orsay ở Paris.